# Macrocarpaea bracteata
Macrocarpaea bracteata är en gentianaväxtart som beskrevs av Joseph Andorfer Ewan. Macrocarpaea bracteata ingår i släktet Macrocarpaea och familjen gentianaväxter. Inga underarter finns listade i Catalogue of Life.